# ブライアン・カーニハン
ブライアン・カーニハン (英: Brian Wilson Kernighan、1942年1月1日 - ) は、ベル研究所に在籍していたカナダ出身の計算機科学者である。C言語やUNIXの開発者であるデニス・リッチー、ケン・トンプソンと共に、C言語およびUNIXに対する多くの研究開発結果による貢献で知られている。
デニス・リッチーと共著の『プログラミング言語C』（通称：K&R）は、C言語の規格化が成されるまで事実上の規格書的な扱いを受けていた。現在でも古典的な教科書の一つである。
現在は、計算機科学部教授としてプリンストン大学に在籍している。

## 経歴（若年期）
トロント大学で物理工学に関する学位を得た後、プリンストン大学で電子工学に関する研究で博士号を得た。

## 功績
多くのプログラミング言語入門書で、最初のプログラムとして書かれる Hello world は、彼がベル研究所で書いたB言語に対するチュートリアルで初めて使われたものである。
いわゆる『K&R』のKとして広く知られているが、2003年の本人インタビューによると、C言語の設計にカーニハンは全く関わっていない（完全なるデニス・リッチーの仕事）であるという。
また UNIX 上で開発されたプログラミング言語 AWK 名前の「K」は彼の名前の頭文字である。2022年には、共同開発者としてAWKの改良に取り組んでいることを表明した。さらに、2023年には、共同執筆者として『プログラミング言語AWK (第2版)』を刊行した。

## 著書
| 日本語題               | 原題（英語）                      | 出版年 | 共著者                                              | 日本語版訳者 |
| ---------------------- | --------------------------------- | ------ | --------------------------------------------------- | ------------ |
| ソフトウェア作法       | Software Tools                    | 1976年 | P. J. プローガ                                      | 木村泉       |
| プログラミング言語C    | The C Programming Language        | 1978年 | デニス・リッチー                                    | 石田晴久     |
| プログラム書法         | The Elements of Programming Style | 1982年 | P. J. プローガ                                      | 木村泉       |
| UNIXプログラミング環境 | The Unix Programming Environment  | 1984年 | ロブ・パイク                                        | 石田晴久     |
| プログラミング言語AWK  | The AWK Programming Language      | 1988年 | ピーター・J. ワインバーガー アルフレッド・V. エイホ | 足立高徳     |
| プログラミング作法     | The Practice of Programming       | 1999年 | ロブ・パイク                                        | 福崎俊博     |
| プログラミング言語Go   | The Go Programming Language       | 2015年 | アラン・ドノバン                                    | 柴田芳樹     |